# Намера
Намера је ментално стање које представља посвећеност извођењу акције или акција у будућности. Намера укључује менталне активности као што су планирање и промишљеност. Намера може да буде добра и лоша (зла).